# Georg Heinrich von Bezzenberger
Georg Heinrich Bezzenberger, ab 1837 von Bezzenberger, (* 30. Mai 1795 in Erbach (Odenwald); † 12. Dezember 1866 in Stuttgart) war ein deutscher Richter im Königreich Württemberg.

## Leben
Bezzenberger verbrachte seine Kindheit und Jugend bei seinem Großvater, dem Gymnasialdirektor Purrmann in Frankfurt. Er studierte an der Ruprecht-Karls-Universität Heidelberg Rechtswissenschaft und wurde Mitglied des Corps Nassovia (I) Heidelberg. Im März 1817 wurde er mit der Dissertation De usu practico actionum bonae fidei et stricti iuris zum Dr. iur. promoviert. Beim Kreisgerichtshof in Esslingen trat er am 18. März 1819 in den Justizdienst ein. Danach war er Registrator und Sekretär beim Obertribunal in Stuttgart und ab 1923 Oberjustizassessor und Kanzleivorstand beim Gerichtshof in Ulm. Am 19. Mai 1826 wurde er zum Oberjustizrat befördert. 1827 wechselte Bezzenberger zum Kriminalsenat des Gerichtshofes in Ellwangen. 1836 wurde er Obertribunalrat in Stuttgart und 1840 Direktor des Gerichtshofs für den Neckarkreis in Esslingen. 1852 zum Wirkl. Staatsrat und Mitglied des Geheimen Rates ernannt, wurde er am 14. April 1859 als Nachfolger von Heinrich von Harpprecht Präsident des Obertribunals. Damit wurde er auch lebenslanges Mitglied der Ersten Kammer (Standesherren) der Württembergischen Landstände. Er entwarf eine neue Strafprozessordnung.

## Ehrungen
- 1837 Orden der Württembergischen Krone, Ritterkreuz[3], was mit der Erhebung in den persönlichen Adel (Nobilitierung) verbunden war.
- 1843 Komtur des Ordens der Württembergischen Krone[4]
- 1855 Friedrichs-Orden, Großkreuz
- 1861 Exzellenz (Titel)